# Josep Nadal i Sendra
Josep Ramon Nadal i Sendra (Pego, Marina Alta, 28 d'abril de 1977) és un cantant i polític valencià, component de La Gossa Sorda i diputat a les Corts Valencianes per Compromís a la IX i X legislatura.

## Biografia
Membre fundador de La Gossa Sorda, el grup ha barrejat estils com el rock, l'ska o el reggae, tal com feia Obrint Pas, i ha esdevingut, junt amb ells, un dels referents de la música en valencià de la dècada de 2000 i 2010.
En el Festivern '12-13, celebrat a Tavernes de la Valldigna, feren el seu últim concert abans de fer una aturada temporal d'un any, Durant l'any 2013, Josep Nadal ha format part d'un altre grup anomenat Vertigen, junt a Joan Palomares. Publicaren un CD, Intent de poema.
L'any 2014 La Gossa Sorda torna als escenaris després d'any i mig aturats amb el seu cinqué disc, La polseguera, de la mà del productor Jaume Faraig i la discogràfica Maldito Records.
Políticament, Josep Nadal formà part de la Coalició Compromís, amb la qual ha estat regidor a Pego, i va participar en les primàries per tal de ser el cap de llista de Compromís per la circumscripció d'Alacant a les eleccions a les Corts Valencianes de 2015, sense resultar elegit cap de llista, si bé participà en la candidatura com a número 3, per darrere de Mireia Mollà i Rafa Climent. Finalment, va aconseguir ser elegit diputat de les Corts Valencianes amb la coalició, tasca en la qual va continuar després de les eleccions a les Corts Valencianes de 2019.
L'any 2021 va decidir donar-se d'alta com a militant de Més - Compromís, formació política refundada de l'anterior Bloc Nacionalista Valencià, pota majoritària de la coalició Compromís de la qual Nadal ja en formava part com a adherit. El gener de 2023 va anunciar que no repetiria com a candidat a les eleccions i deixava la política institucional en acabar la legislatura.
El 25 d'abril de 2024 va publicar El Temps de la Calor, el primer disc del seu nou projecte Pep de la Tona. El nom del grup fa referència al seu malnom familiar.

## Galeria
- Entrevista a Josep Nadal, 2016.